# Weiler Péter
Weiler Péter (Pécs, 1974. február 9. –) képzőművész, író.

## Pályája

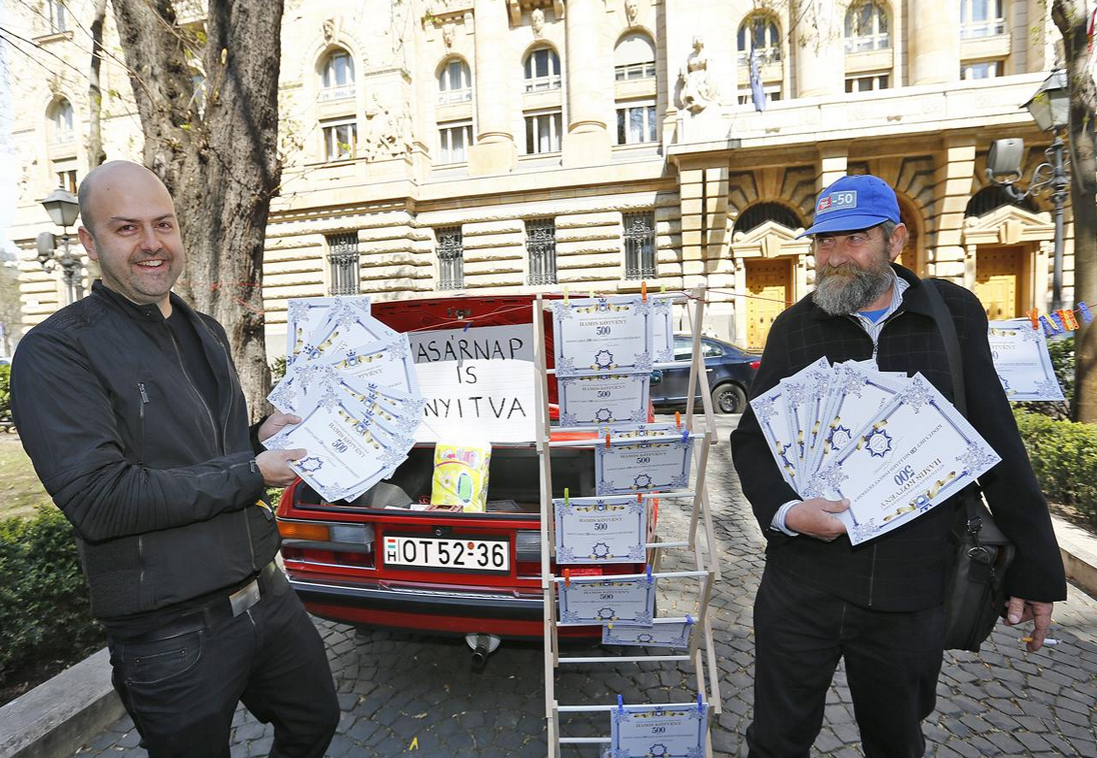
Hamis kötvény, Magyar Nemzeti Bank, 2015. április

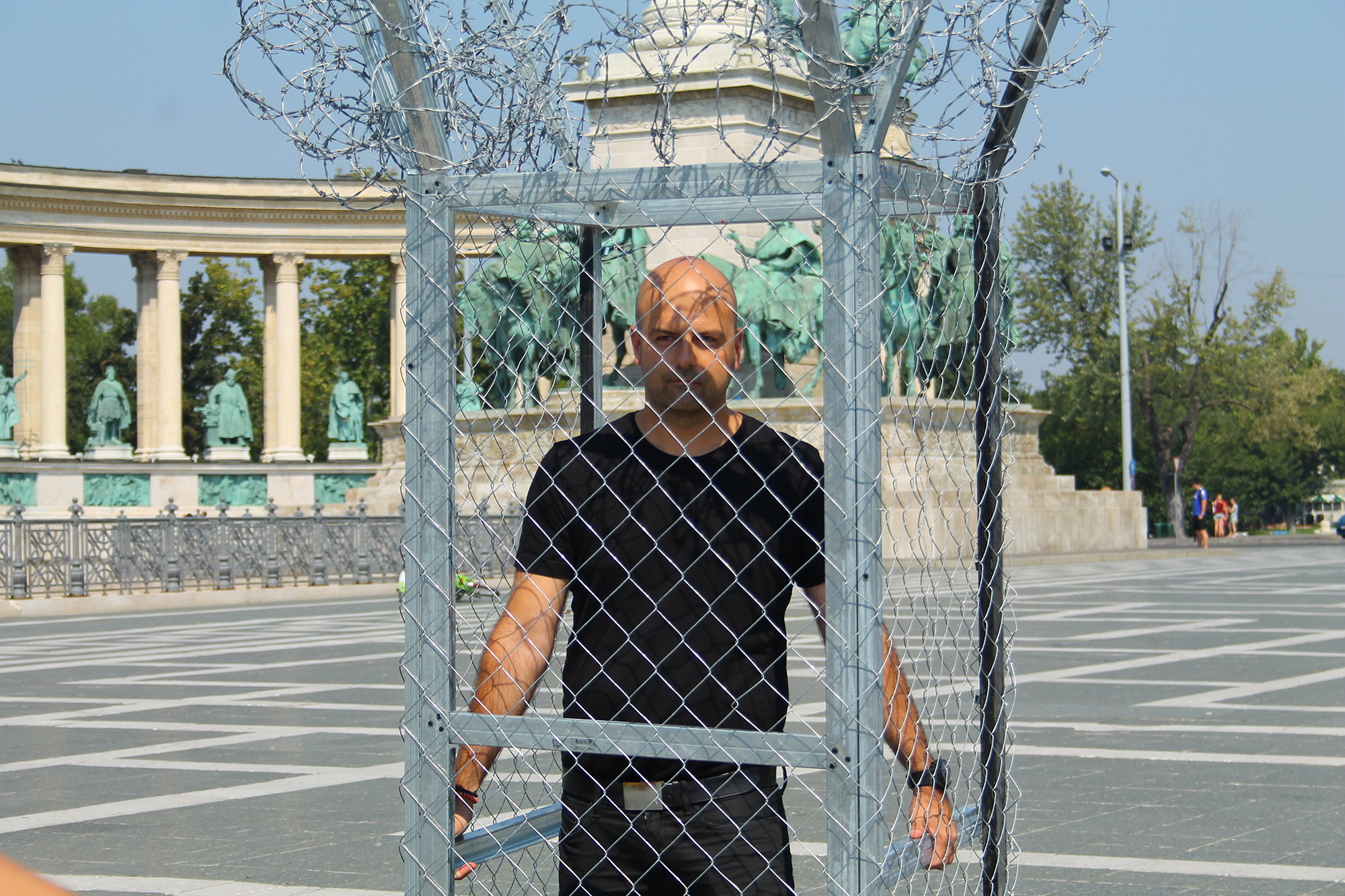
Személyes Határvédelmi Eszköz, Hősök tere, 2015. augusztus

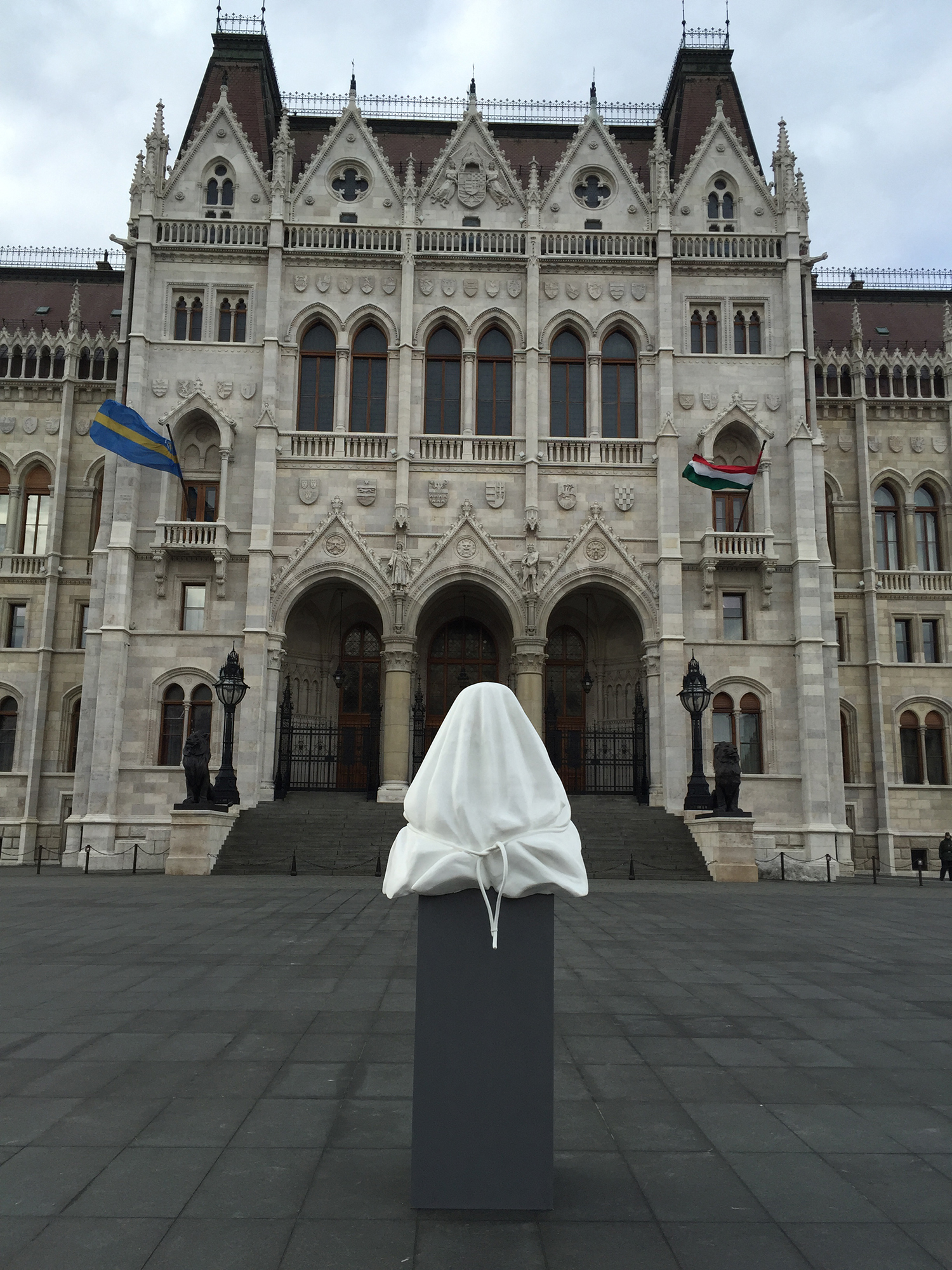
Minden magyar szobra, Parlament, 2016. január

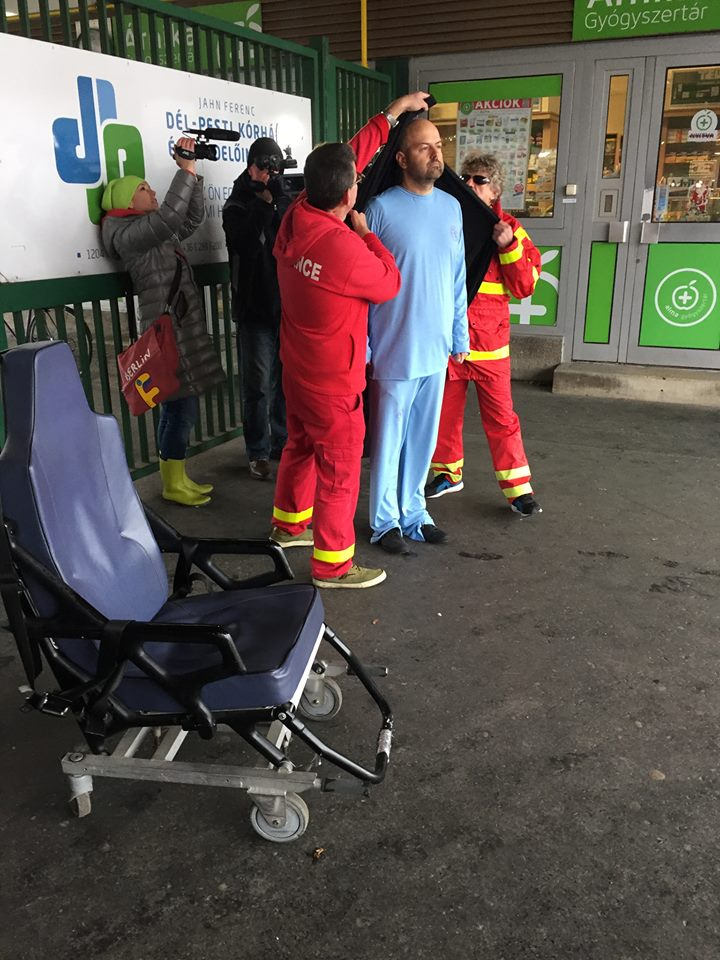
Hullazsákká alakítható pizsama, Jahn Ferenc Kórház, 2016. december

Amerikában a The Art Institute of Philadelphia főiskolán végezte tanulmányait, majd 1995-ben visszatért Magyarországra, és Budapesten folytatta a festést.
Írásaival ifjúsági tv-műsorokban tűnt fel, így a MOST című produkció állandó tagja volt, és a közszolgálati csatorna által szervezett ÁSZ tehetségkutató pécsi győztese is lett. 1993-ban Friderikusz Sándor mutatta be az országnak, akkor még Weiler Wonaláz művésznéven.
2009-ben hajléktalan emberek megsegítésével keltett feltűnést.
A James Dean Riport képeinek több ezer reprodukcióját ingyen átadta a hajléktalanoknak, hogy azt saját hasznukra értékesíthessék. Az akció nagy média figyelmet és jelentős anyagi bevételt hozott a rászorulóknak.
Kieselbach Tamás műkereskedő, Jaksity György üzletember és Geszti Péter reklámszakember társaságában 2000-ben megalakították a Habostorta.hu internetes oldalt. Az üzemeltető Habostortában Kft.-ben 2006-ban többségi részesedést vásárolt a Georg von Holtzbrinck csoporthoz tartozó Holtzbrinck Networks.
2010-ben az Elvis Budapesten kollekció a Hajtás Pajtás biciklifutárok hátizsákján járta be egy hónapon keresztül Budapestet. A képekből a Százszorkép Kiadó készített képeslap, naptár és poszter kollekciót.
2014-ben Weiler Péter Köveskál buszterminálját alakította át galériává. Itt mutatkozott be a Route ’71 című balatoni témájú sorozata. A képek a Balaton Sound fesztiválon óriás molinókon váltak a rendezvény installációjává.
2015-ben a vasárnapi boltzár ellen szervezett országos hírű performance-ot, a kocsija csomagtartójából árult termékeket a zárva tartó nagyáruházak előtt. Különjárat címmel Tihanyban egy oldtimer Robur buszban szervezett tárlatot továbbra is a Balaton ihlette új képeiből.
2016-ban a Godot Galériában az amerikai nagykövet, Colleen Bell nyitotta meg Pop New York című kiállítását.
A Bátor Tábor támogatására a Behind The Clouds képsorozat 15 legjobb magyar zenész és zenekar portréit foglalta össze, amit a Kieselbach Galériával közösen szervezett jótékonysági aukción közel 10 millió forint értékben értékesítettek. Közéleti performance-ok közül emlékezetes a Minden magyar szobor avatása a Parlament előtt, valamint az egészségügy állapotára felhívó, hullazsákká átalakítható kórházi pizsama demonstrációja a Jahn Ferenc Kórház előtt.
2017 májusban Hevesi Judit költőnő Holnap ne gyere című kötetéhez kapcsolódó kiállítást szervezett az Andrássy út 66-ban.
2017 szeptemberben a Godot galériában az Üdvözlet Aligáról című kiállítást nagy sajtóvisszhang mellett Gothár Péter nyitotta meg. A képek Kádár Jánossal, a jóléti elemekre építő szocialista szervilizmussal, és a lemondó beletörődéssel foglalkoznak. Aliga 1 és Aliga 2 két külön világ, és mindkettő együtt izolált sziget a Balaton partján. Hétköznapi nyaralók, és a politikai elit. Ez a kettősség vezeti az Üdvözlet Aligáról képeit, egy sorozaton belül váltakoznak az életképek és a hatalom figurái alkotta jelenetek. Az Élet és Irodalom 2017. szeptember 22-i számában Gothár Péter megnyitó szövege mellett megjelent a képekből egy válogatás.
2019-ben Weiler Péter és drMáriás a Kieselbach Galéria által szervezett közös kiállításon mutatkoztak be együtt. Az Önarckép Trianonnal című kiállítás képei a két művész családtörténeteire épült, a személyi dráma a világtörténelmi események tükrében bontakozott ki. Weiler Kádár János 1956-os forradalom alatti négynapos eltűnésének elképzelt pillanatait elevenítette meg a képein (Kádár ekkor Moszkvában tartózkodott).
2020-ban a Checkout című kiállítása a New York-i Chelsea Hotel világhírű lakóinak az életét dolgozta fel. Azt a tényt, hogy a Chelsea Hotelt 1939-től magyar tulajdonosok működtették még soha korábban nem tárta fel senki Magyarországon. A magyar Bard család támogatta a fiatal művészek lakhatását, közösséget teremtettek olyan legendás alkotókkal, mint Leonard Cohen, Janis Joplin, Bob Dylan, Jim Morrison, Allen Ginsberg vagy Jack Kerouac. Weiler kiállítása egy budapesti ipari csarnokban vonultatta fel a megfestett portrékon keresztül az egyes szereplők élettörténetét.
2021-ben Magyarországon először Weiler Péter készített és értékesített kriptovalutáért képzőművészeti alkotást. A Bitcoin bánya az Alföldön című NFT (non-fungible token) alkotása 1 Ethereum áron kelt el.

## Online pályája
1998-ban a Friderikusz Online, az első magyar szórakoztató portál alapító-főszerkesztője lett, 1999-től vezető projektmenedzser az Origo.hu alapító csapatában.
2000-ben megalapította a Habostorta.hu-t, amely a dotkomlufi kidurranása ellenére nyereséges online cégként tudott indulni.
2006-ban Magyarország piacvezető társkeresőjét, a Randivonal.hu-t sikeresen átállította előfizetéses üzleti modellre, majd 2008-ban elindította az első hazai online vásárlói közösséget, a brands.hu-t.
2010-ben a Líra Könyv Zrt. és a Bookline cégekbe történő befektetésével megalakította az eKönyv Magyarországot, egy e-könyv fejlesztő és kereskedő vállalatot, amely piacvezetővé vált.
2014-ben megalapította a Dating Central Europe Zrt.-t, amely a Habostorta és a Randivonal.hu tulajdonosa is lett.
2017 nyarán utcai plakátkampánnyal indította új vállalkozását, a puncs.hu-t (Ntice Kft.) – melyben mindenekelőtt fiatal, szegény lányok (sugarbaby) és idős, gazdag férfiak (sugardaddy) kapcsolatának teremt felületet. Ez a vállalkozása is bedőlt.
2019-ben az osztrák médiaóriás, a Russmedia vásárolta meg a Weiler által vezetett Dating Central Europe Zrt. többségi részesedését (a Hernádi Zsolt, Mol elnök-vezérigazgatójának tulajdonában lévő Gran Private Equity-től).

## Könyvei
A Márai-véletlen című könyve 2008-ban jelent meg, hónapokig szerepelt a könyv eladási toplistákon. A mű német kiadása két évvel később jelent meg Márais Todesreiter címmel.
- A Márai-véletlen, Athenaeum, Budapest, 2008
- Márais Todesreiter (A Márai-véletlen) (németre fordította: P. Dietlinde Draskóczy), Schenk, Passau, 2010

## Aukción
A nagy nap a Balaton parton című képe a Kieselbach Galéria 2014-es téli árverésén 120 ezer forintos kikiáltási árról 1,1 millió forintos leütési áron kelt el.

## Kiállításai
- 1993: BUNGEE JUMPING – Blitz Galéria Budapest – megnyitó: Zwack Péter
- 1995: MODERN TELEVISION – Blitz Galéria Budapest – megnyitó: Friderikusz Sándor
- 1996: PREMIER – Blitz Galéria Budapest – megnyitó: Réz András
- 1998: SCOPE – Magángyűjtők Galériája Budapest
- 2001: O2 – Ernst Múzeum Dorottya Galéria Budapest
- 2009: 
  - THE JAMES DEAN RIPORT – megnyitó: Szipál Márton
  - HOTEL 21 – megnyitó: az Aquincum hotel londinere
- 2010:
  - ELVIS IN BUDAPEST – Hajtás Pajtás biciklisfutárok hátizsákain – megnyitó: Elvis Presley
  - BLOCK HOUSE WILDERNESS – Tranzit – megnyitó: Erdélyi Zsolt Superman
- 2011: RÉZ + WEILER – Doboz – megnyitó: Réz András
- 2012:
  - APRÉS SKI – Design Terminál Budapest
  - MOSOLYOGJ HANGOSAN – kiállítás a hajléktalan emberekért
- 2013:
  - 7 SINS SKATE BOARDS & ART – Design Terminál Budapest
  - AFTER WORK – Buddha Bar Hotel állandó installáció – megnyitó: Nyáry Krisztián[30]
- 2014:
  - ROUTE ’71 – Köveskál Buszterminál – Balaton Sound – Strand Fesztivál – megnyitó: Kieselbach Tamás[31]
  - KISS*** KISS*** – DESIGN WEEK – Budapest – Pécs + MAGMA – megnyitó: Herendi Gábor filmrendező, Jordán Adél és Keresztes Tamás színművészek[32]
- 2015: Különjárat – Art Placc Tihany
- 2016:
  - Absolut Weiler – Secret Room
  - Pop New York – Godot Gallery
- 2017:
  - Holnap ne gyere – Andrássy 66
  - Üdvözlet Aligáról – Godot Gallery
- 2018: drMáriás / edZámbó / Felugossy / Weiler utazó kiállítás – Picnic gallery
- 2019:
  - American graffiti /The Studios
  - Önarckép Trianonnal / drMáriás + Weiler –  Kieselbach Galéria szervezésében a The Studios-ban
- 2020: CHECKOUT – Kiállítás a Chelsea Hotel halhatatlan lakóiról – Ipari Csarnok